# Be File System
Das Be File System (BFS) oder Be-Dateisystem ist ein 64-Bit-Journaling-Dateisystem, das vom Unternehmen Be Incorporated für das Betriebssystem BeOS entwickelt wurde. Es kann Datenvolumen mit einer Größe von bis zu 2 EiB (Exbibyte, 260 Byte) verwalten; dabei ist die Geschwindigkeit des Dateisystems unabhängig von der Größe der verwalteten Daten. Dies wurde durch eine Datenbank-ähnliche Verwaltung des Dateisystems erreicht. Es unterstützt Metadaten und assoziative Dateiverwaltung. Die maximale Länge von Dateinamen liegt bei 255 Zeichen.
Verwendung findet BFS in der Weiterentwicklung von BeOS, dem ZETA-Betriebssystem, das zwischenzeitlich eingestellt werden musste. Das BeOS nachempfundene Open-Source-Betriebssystem Haiku bietet mit OpenBFS eine Reimplementierung von BFS an, die auch von Syllable bereitgestellt und in modifizierter Form von SkyOS genutzt wird. Linux enthält einen eigenen Treiber für dieses Dateisystem.